# Шарканський район
Шарка́нський район (рос. Шарканский район, удм. Шаркан ёрос) — муніципальний округ у складі Удмуртської Республіки Російської Федерації. Адміністративний центр — село Шаркан.

## Населення
Населення — 18280 осіб (2019; 19100 в 2010, 21384 у 2002).
За даними Всеросійського перепису населення 2002 року в Шарканському районі спостерігається найвища частка удмуртів у населенні серед всіх сільських районів Удмуртської республіки - 83,1%. У районі також мешкають росіяни (15,5%), татари (0,6%).

## Історія
Шарканський район був утворений 15 липня 1929 року і складався з 15 сільських рад, відокремлених із Шарканської, Сосновської і Тиловайської волостей Іжевського повіту. 1956 року був ліквідований Тиловайський район, від якого до складу Шарканського району було передано 3 сільських ради. 1 лютого 1963 року район був ліквідований, територія передана до складу Воткінського району, але вже відновлений 12 січня 1965 року.
2004 року район отримав статус муніципального, сільради були перетворені в сільські поселення. 2021 року Шарканський район був перетворений в муніципальний округ зі збереженням старої назви та ліквідацією сільських поселень:
| Поселення                            | Площа, км² | Населення, осіб (2002) | Населення, осіб (2010) | Населення, осіб (2019) | Центр          | Населені пункти |
| ------------------------------------ | ---------- | ---------------------- | ---------------------- | ---------------------- | -------------- | --------------- |
| Бигинське сільське поселення         | 63,15      | 1122                   | 1071                   | 1119                   | Старі Биги     | 5               |
| Бородулинське сільське поселення     | 99,22      | 994                    | 831                    | 651                    | Бородулі       | 6               |
| Вортчинське сільське поселення       | 66,44      | 974                    | 883                    | 826                    | Вортчино       | 6               |
| Зарічно-Вішурське сільське поселення | 57,72      | 830                    | 649                    | 624                    | Зарічний Вішур | 3               |
| Зюзінське сільське поселення         | 121,60     | 1259                   | 943                    | 706                    | Зюзіно         | 11              |
| Карсашурське сільське поселення      | 51,38      | 1008                   | 803                    | 738                    | Карсашур       | 5               |
| Киквинське сільське поселення        | 83,27      | 904                    | 698                    | 564                    | Киква          | 6               |
| Ляльшурське сільське поселення       | 50,86      | 908                    | 887                    | 872                    | Ляльшур        | 4               |
| Мішкинське сільське поселення        | 73,10      | 1120                   | 960                    | 999                    | Мішкино        | 5               |
| Мувирське сільське поселення         | 92,83      | 955                    | 779                    | 722                    | Мувир          | 8               |
| Нижньоківарське сільське поселення   | 34,64      | 664                    | 547                    | 476                    | Нижні Ківари   | 3               |
| Порозовське сільське поселення       | 66,57      | 1182                   | 1078                   | 1001                   | Порозово       | 10              |
| Сосновське сільське поселення        | 46,82      | 1050                   | 883                    | 783                    | Сосновка       | 5               |
| Сюрсовайське сільське поселення      | 76,13      | 619                    | 415                    | 339                    | Сюрсовай       | 3               |
| Шарканське сільське поселення        | 113,48     | 7795                   | 7673                   | 7860                   | Шаркан         | 11              |

## Населені пункти
| №  | Населений пункт                    | Населення, осіб (2002) | Населення, осіб (2010) |
| -- | ---------------------------------- | ---------------------- | ---------------------- |
| 1  | Арланово, присілок                 | 44                     | 47                     |
| 2  | Бад'ярово, присілок                | 153                    | 132                    |
| 3  | Байкей, присілок                   | 184                    | 121                    |
| 4  | Бакино, присілок                   | 23                     | 14                     |
| 5  | Бегенвиль, починок                 | 24                     | 13                     |
| 6  | Бередь, присілок                   | 125                    | 77                     |
| 7  | Бісул-Кучес, присілок              | 82                     | 73                     |
| 8  | Богданово (Зюзінське), присілок    | 15                     | 9                      |
| -  | Богданово (Сюрсовайське), присілок | 0                      | -                      |
| 9  | Бородулі, присілок                 | 310                    | 245                    |
| -  | Бутоліно, присілок                 | 0                      | -                      |
| 10 | Великий Біліб, присілок            | 74                     | 55                     |
| 11 | Верхній Казес, присілок            | 2                      | 0                      |
| 12 | Верхні Ківари, присілок            | 292                    | 237                    |
| -  | Верхня Сюрзя, присілок             | 0                      | -                      |
| 13 | Вортчино, присілок                 | 334                    | 300                    |
| 14 | Восток, починок                    | 4                      | 2                      |
| 15 | Гирдимово, присілок                | 6                      | 3                      |
| 16 | Гондирвай, присілок                | 264                    | 189                    |
| 17 | Деде, починок                      | 56                     | 33                     |
| 18 | Демен, присілок                    | 35                     | 38                     |
| 19 | Дирдашур, присілок                 | 100                    | 67                     |
| 20 | Зарічний Вішур, присілок           | 487                    | 376                    |
| 21 | Зюзіно, село                       | 592                    | 504                    |
| 22 | Івановка, присілок                 | 83                     | 82                     |
| -  | Ізбушка, присілок                  | 0                      | -                      |
| -  | Ісько, присілок                    | 0                      | -                      |
| 23 | Кайсегурт, присілок                | 7                      | 1                      |
| 24 | Карсашур, присілок                 | 422                    | 348                    |
| 25 | Кельдиш, присілок                  | 305                    | 295                    |
| 26 | Кесшур, присілок                   | 110                    | 133                    |
| 27 | Киква, присілок                    | 513                    | 410                    |
| 28 | Кіпун, присілок                    | 512                    | 494                    |
| 29 | Ключі, присілок                    | 8                      | 0                      |
| 30 | Козино, присілок                   | 186                    | 187                    |
| 31 | Кочні, присілок                    | 44                     | 39                     |
| 32 | Кулак-Кучес, присілок              | 138                    | 114                    |
| 33 | Куликово, присілок                 | 6                      | 4                      |
| 34 | Куреггурт, присілок                | 48                     | 35                     |
| 35 | Кушто-Ключ, присілок               | 56                     | 41                     |
| 36 | Липовка (Порозовське), присілок    | 31                     | 33                     |
| 37 | Липовка (Сосновське), присілок     | 35                     | 22                     |
| 38 | Лип-Селяни, присілок               | 137                    | 102                    |
| 39 | Лугова, присілок                   | 31                     | 22                     |
| 40 | Ляльшур, присілок                  | 373                    | 398                    |
| 41 | Мала Іта, присілок                 | 104                    | 74                     |
| 42 | Малий Біліб, присілок              | 121                    | 86                     |
| 43 | Малий Казес, присілок              | 218                    | 155                    |
| 44 | Малиновка, присілок                | 44                     | 28                     |
| 45 | Малиновка, починок                 | 14                     | 12                     |
| 46 | Мішкино, село                      | 819                    | 757                    |
| 47 | Мочище, починок                    | 2                      | 12                     |
| 48 | Мувир, присілок                    | 366                    | 326                    |
| 49 | Мукабан (Бородулинське), присілок  | 94                     | 76                     |
| 50 | Мукабан (Шарканське), присілок     | 16                     | 6                      |
| 51 | Нижнє Корякіно, присілок           | 80                     | 60                     |
| 52 | Нижнє Суроново, починок            | 15                     | 10                     |
| 53 | Нижні Биги, присілок               | 164                    | 167                    |
| 54 | Нижній Казес, присілок             | 272                    | 267                    |
| 55 | Нижній Тилой, присілок             | 115                    | 75                     |
| 56 | Нижні Ківари, присілок             | 330                    | 280                    |
| 57 | Нирошур, присілок                  | 113                    | 84                     |
| 58 | Новий Пашур, присілок              | 122                    | 97                     |
| 59 | Пасіка, починок                    | 12                     | 10                     |
| 60 | Пашур-Вішур, присілок              | 462                    | 420                    |
| 61 | Петуньки, присілок                 | 287                    | 232                    |
| 62 | Петухи, починок                    | 10                     | 10                     |
| 63 | Післегово, присілок                | 92                     | 55                     |
| 64 | Порозово, присілок                 | 661                    | 586                    |
| 65 | Пуж'єгурт, присілок                | 9                      | 4                      |
| 66 | Пустопольє, присілок               | 42                     | 30                     |
| 67 | Сільво, присілок                   | 106                    | 94                     |
| 68 | Сільшур (Зюзінське), присілок      | 88                     | 49                     |
| 69 | Сільшур (Сюрсовайське), присілок   | 30                     | 20                     |
| 70 | Собіно, присілок                   | 61                     | 42                     |
| 71 | Собінський, присілок               | 9                      | 10                     |
| 72 | Сосновка, село                     | 776                    | 667                    |
| 73 | Старе Ягино, присілок              | 135                    | 116                    |
| 74 | Старий Байбек, присілок            | 66                     | 56                     |
| 75 | Старий Пашур, присілок             | 86                     | 66                     |
| 76 | Старі Биги, присілок               | 680                    | 635                    |
| 77 | Сурони, присілок                   | 63                     | 29                     |
| 78 | Суроново, присілок                 | 164                    | 144                    |
| 79 | Сушково, присілок                  | 37                     | 38                     |
| 80 | Сюрсовай, село                     | 464                    | 318                    |
| 81 | Табанево, присілок                 | 91                     | 72                     |
| 82 | Тиловил, присілок                  | 157                    | 131                    |
| 83 | Тітово, присілок                   | 233                    | 199                    |
| 84 | Удмуртські Альці, присілок         | 90                     | 61                     |
| 85 | Усково, присілок                   | 53                     | 38                     |
| 86 | Чужегово, присілок                 | 272                    | 234                    |
| 87 | Шаркан, село                       | 6596                   | 6614                   |
| 88 | Шег'янський, присілок              | 13                     | 3                      |
| 89 | Шляпино, присілок                  | 29                     | 22                     |
| 90 | Шонер, присілок                    | 126                    | 128                    |
| 91 | Ягвайдур, присілок                 | 124                    | 100                    |